# 클로이 심스
클로이 심스(Chloe Sims, 1981년 11월 2일 ~ )는 잉글랜드의 방송 유명인, 글래머 모델, 사업가이다.